# Leurocharis serricornis
Leurocharis serricornis är en stekelart som beskrevs av John M. Heraty 2002. Leurocharis serricornis ingår i släktet Leurocharis och familjen Eucharitidae. Inga underarter finns listade i Catalogue of Life.